# Schlacht von Vasopetra
Die Schlacht von Vasopetra (griechisch Μάχη της Βαζόπετρας) ist ein Gefecht während der Balkankriege zwischen Griechenland und Bulgarien. Mitte März 1913 bezogen in der Angitis-Ebene bulgarische Truppen Stellung. Daraufhin verstärkte auch Griechenland seine Truppen in diesem Bereich. Die 9. Kompanie des 20. Infanterie-Regiments der 7. Division wurde an dem Pass nördlich von Eleftheres stationiert. Die Kompanie bestand aus amerikanischen Freiwilligen mit griechischen Wurzeln.
Am Nachmittag des 26. April 1913 wurden die griechischen Truppen von der bulgarischen Armee angegriffen. Die Kämpfe dauerten bis zum nächsten Tag an. Es fielen 15 griechische Soldaten. Über bulgarische Verluste ist nichts bekannt. Die Griechen konnten den Pass erfolgreich verteidigen. Die Gefallenen wurden vor Ort begraben.
In Erinnerung an die gefallenen griechischen Soldaten wurde ein Denkmal am Ort des Gefechts errichtet. Hier finden jedes Jahr im April Feiern in den Gedenken an die Toten statt.